# 阿夫拉姆·贝纳罗亚

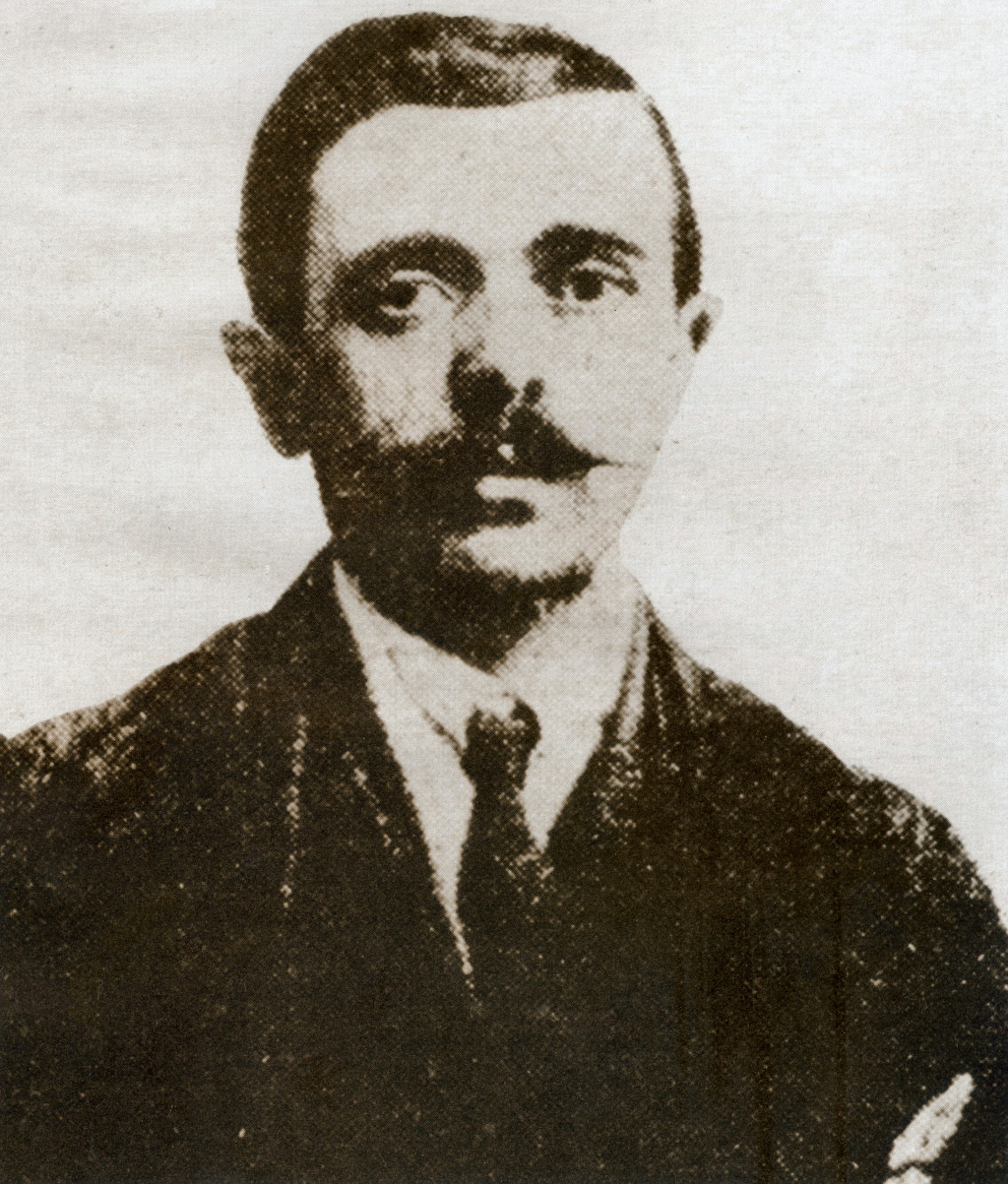
1914年的阿夫拉姆·贝纳罗亚

阿夫拉姆·埃利泽尔·贝纳罗亚（希伯來語：אברהם בן-ארויה；拉迪诺语：Abrahán Eliezer Benarroya；1887年—1979年5月16日）是一个犹太社会主义者。他出生于保加利亞大公國维丁。他曾就读于贝尔格莱德大学法学院，但没有毕业，后来在普罗夫迪夫担任教师，并在那里加入保加利亚社会民主工党（紧密派社会主义者）。后来，他成为主要由犹太人组成的奥斯曼帝国社会主义工人联盟的领导人。1918年，他在希腊社会主义工人党（现名希腊共产党）的建立中发挥了关键作用；1923年12月，贝纳罗亚被该党开除，因为他主张采用社会民主党的组织模式，反对布尔什维克化，认为其不适合革命。1924年后，他仍然活跃于政治领域，但由于他未加入主要的左翼党派，他的影响非常有限。1940年代，他在希意战争中失去一个儿子，自己则被抓入纳粹集中营。第二次世界大战结束后，他回到希腊，领导了一个小型社会主义政党，并与亚历山德罗斯·斯沃洛斯合作。1953年，他迁居以色列霍隆，在那里经营一家小型便利店。1979年去世，他在以色列去世，享年92岁，葬于南方公墓。